# Wycliff Palu
Wycliff Palu (ur. 27 lipca 1982 w Sydney) – australijski rugbysta tongańskiego pochodzenia występujący na pozycji wiązacza młyna, triumfator Super Rugby z zespołem Waratahs, reprezentant kraju, uczestnik dwóch Pucharów Świata, zdobywca brązowego medalu w 2011.

## Kariera klubowa
W dzieciństwie grał w rugby league w zespołach Narrabeen Sharks i Mona Vale Raiders, a do treningi rugby union podjął w wieku dziewiętnastu lat w Manly RUFC. Na poziomie klubowym po występach dla Manly związany był z Warringah Rats, z którym zdobył Shute Shield w roku 2005, zaś od roku 2008 ponownie z Manly.
W stanowych barwach zadebiutował w 2003 roku meczem z Samoa. W sezonie 2004 spróbował swoich sił w zepole rugby league St. George Illawarra Dragons, jednak jeszcze w tym samym roku został ściągnięty przez Ewena McKenzie z powrotem do Waratahs i został najlepszym graczem formacji młyna podczas szkoleniowego tournée do Argentyny. W rozgrywkach Super 12 zadebiutował w pierwszej kolejce sezonu 2005 i w kolejnych latach był stałym punktem zespołu w trzeciej linii młyna. Pięćdziesiąty mecz dla Waratahs zagrał w 2009 roku, a setny w roku 2014, w tym samym sezonie drużyna odniosła też największy sukces po raz pierwszy triumfując w rozgrywkach Super Rugby po finałach z 2005 i 2008. Indywidualnie dwukrotnie zdobywał zaś Matthew Burke Cup – wyróżnienie dla najlepszego gracza zespołu według samych zawodników – kilkukrotnie plasując się też w czołówce.
W ramach przygotowań do Pucharu Świata 2007 znajdował się w składzie Central Coast Rays i wystąpił w dwóch meczach zakończonego triumfem jedynego sezonu rozgrywek Australian Rugby Championship. W inauguracyjnej edycji National Rugby Championship został natomiast przydzielony do zespołu Sydney Rays, nie zagrał jednak w żadnym spotkaniu z uwagi na obowiązki w kadrze.
W 2015 roku ogłosił, iż podpisał dwuletni kontrakt z japońskim klubem, do którego dołączy po Pucharze Świata.

## Kariera reprezentacyjna
W barwach Wallabies zadebiutował z ławki rezerwowych przeciwko Anglikom w czerwcu 2005 roku, a po raz pierwszy w wyjściowej piętnastce znalazł się już w swoim trzecim testmeczu dwa miesiące później i odtąd przez większość kariery był podstawowym wiązaczem młyna australijskiej kadry. Jej część miał jednak zdominowaną przez kontuzje – stracił przez nie większość sezonów 2010 (kolano), 2011 (kostka i ramię i ścięgno), 2012 (nerwy w ramieniu), 2013 (kolano) i 2014 (kostka i wstrząśnienie mózgu). Pięćdziesiąty testmecz zaliczył przeciwko Franzuzom w spotkaniu otwierającym sezon 2014.
Dwukrotnie zagrał w Pucharze Świata. W 2007 wystąpił w czterech meczach jako podstawowej piętnastce, a Australijczycy odpadli z turnieju w ćwierćfinale. Został także wymieniony w składzie cztery lata później. Podczas turnieju zagrał w dwóch spotkaniach, z pozostałych bowiem wyeliminowała go kontuzja, a Wallabies zdobyli brązowe medale po wygranej nad Walią w meczu o trzecie miejsce.
W kadrze A rozegrał w 2006 roku dwa spotkania przeciwko Fidżi.

## Varia
- Uczęszczał do Balgowlah Boys High School[54].
- Dwóch synów – Muti Zidane[55] i Kolokihakaufisi[56].
- Jego matka, Keta, była lekkoatletką, uczestniczką Igrzysk Brytyjskiej Wspólnoty Narodów 1974 oraz wielokrotną medalistka igrzysk Południowego Pacyfiku, w których startowała w latach 1966, 1969 i 1971[57][58]. Jego kuzynami byli natomiast Mark i Mo’onia Gerrard[57][59].
- W 2003 roku został za bójkę skazany na sześć miesięcy weekendowego pozbawienia wolności w więzieniu Silverwater[60][61].